# Entropy Studio

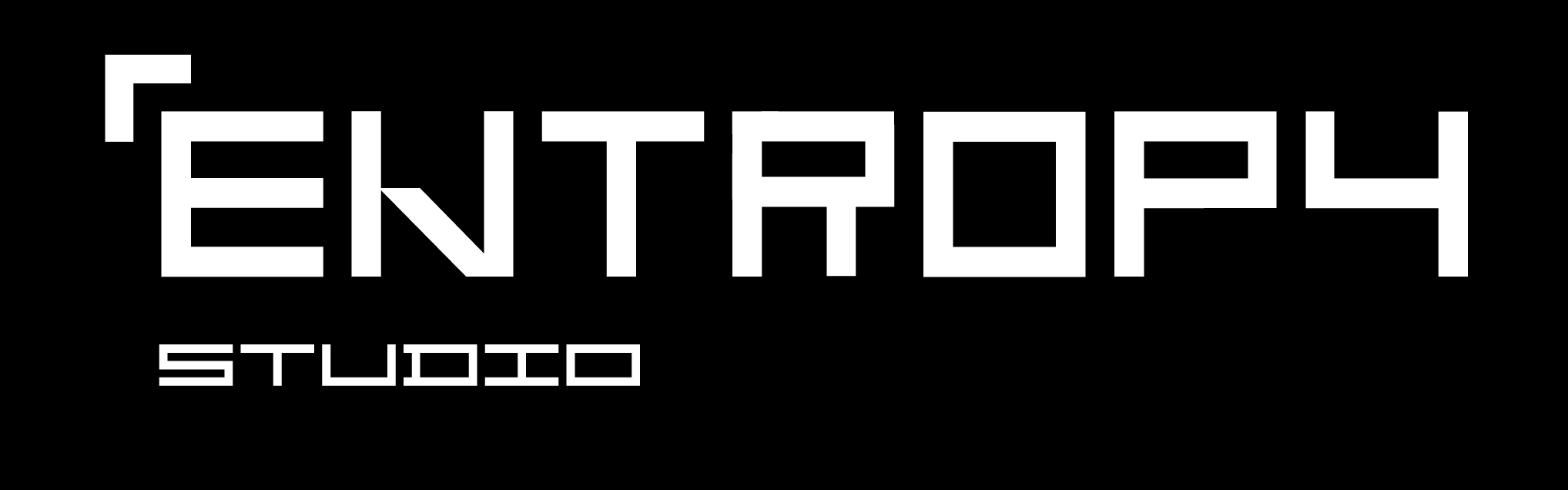
Logotipo de Entropy Studio.

Entropy Studio es una empresa española dedicada al diseño, supervisión y creación de efectos visuales, animación 3D y postproducción digital para cine y TV. Fue fundada en Zaragoza en 2003 por Ignacio Lacosta y Jaime Cebrián a los que se unió posteriormente Jordi Costa; cuenta con sede en Madrid y Zaragoza

## Trabajos
Desde hace más de 20 años, Entropy Studio ha participado en la postproducción de los efectos visuales de más de 15 largometrajes, series de televisión, spots publicitarios y videoclips. El trabajo de Entropy Studio abarca la generación de efectos visuales para cine, animación en 3D y estereoscopía, diseño gráfico, infografía o adaptación visual de imagen corporativa. Cuentan con un departamento de I+D para desarrollar herramientas de implementación y software con los que han potenciado sus servicios. Están especializados en comportamientos de partículas, masas y fluidos, así como en la creación de scripts únicos.
Entropy Studio ha sido nominada y galardonada en multitud de certámenes internacionales y nacionales. Destacan el Premio Goya a los Mejores Efectos Visuales en el 2012 y la Mención Especial en la Mostra Internazionale d'Arte Cinematografica di Venezia por ser parte del equipo de VFX en EVA o su participación en Tadeo Jones, The lost Explorer, Mejor Película de Animación en los Premios Goya 2013, además de varios Premios Gaudí por películas como Viaje Mágico a África, The Frost, Blackthorn, etc.
Con Zero, una miniserie para Youtube coproducida con Scott Free empresa de Ridley Scott y Michael Fassbender han obtenido multitud de galardones en el 2015, destacando su presentación oficial en la 72 Mostra Internazionale de Venezia.
Además de realizar efectos especiales para cine, Entropy Studio ha realizado efectos visuales para series televisivas tan conocidas como El Barco y Cuéntame como pasó, donde Entropy Studio recreó el incendio de la discoteca Alcalá 20 entre otros efectos. Continúa trabajando en la serie Velvet, con su recreación de la Gran Vía de Madrid en los años 50. En Entropy Studio también se han desarrollado imágenes de cadenas televisivas nacionales e internacionales, como Star TV, AXN o Aragón TV. En Publicidad, Entropy Studio ha realizado efectos visuales para marcas como Audi, Mercedes, Seat, Coca-Cola, Balay, American Express, Banco Nacional de Abu Dabi, Loterías y Apuestas del Estado, Iberia, Nestlé…
Dentro de los últimos trabajos realizados por Entropy Studio destaca su participación en el videojuego Quantum Break desarrollado por Remedy Entertainment. La empresa Lifeboat, productora de este primer trabajo trasmedia de Hollywood, encontró en Entropy lo que otros no sabían hacer: desarrollar la programación específica para reproducir en tres dimensiones unas imágenes planas y 'desvelar' cómo se ve el mundo cuando el tiempo se detiene. El supervisor de los efectos visuales fue Juan Ignacio Cabrera, el colorista de la estereoscopía de Star Wars.
Para la película Incidencias se realizaron más de 600 planos de VFX entre cromas y planos full CGI. Ignacio Lacosta CEO de Entropy Studio fue candidato al Premio Goya a los mejores efectos especiales por este trabajo.
La empresa zaragozana Entropy Studio se ha encargado también de generar todos los efectos visuales para la Serie de Televisión Española La Sonata del Silencio, Producida por Frade Producciones Cinematográficas SL. Entropy Studio ha generado para La Sonata del Silencio el Madrid de los años 40 plasmado en los planos generales a lo largo de toda la serie televisiva, logrando describir visualmente el Madrid de entonces de forma inmersiva y totalmente creíble. Para ello fue necesario realizar en cada una de las localizaciones de la serie un rodaje técnico además de generar en 3D y componer todos los entornos seleccionados. Se crearon planos generales con las calles madrileñas reconstruidas digitalmente con tráfico de la época de postguerra, escaparates, gente virtual programada y vestida con trajes de los 40; planos con fachadas reconstruidas íntegramente como la Plaza Mayor de Madrid, la Gran Vía, el mítico Bar Chicote… o los Mattepaints de ciudades como París en la misma época.
Entropy Studio se ha convertido en el 2106 en pionera en la postproducción audiovisual abriendo nuevos caminos en el campo de la Realidad Virtual gracias al proyecto Beefeater XO VR.
Future Lighthouse, empresa española, junto a la agencia creativa La Despensa, han creado una experiencia de realidad virtual para la nueva campaña de Beefeater, un viaje por los recuerdos de Dabiz Muñoz en las ciudades que le llevaron a crear sus mejores cócteles con BeefeaterXO. La experiencia, dirigida por NYSU, es una aventura interactiva que permite viajar virtualmente por Venecia, Bombay y Bangkok, culminando con una fiesta en Londres. Entropy Studio ha dado vida a la experiencia integrando 3D, imagen real y efectos visuales. Cinco días de rodaje, más de 50 actores y 60 personas dentro del equipo técnico y creativo, además de 4000 horas de postproducción. Ha sido grabado en 4K, 360° estereoscópico y sonido binaural para ofrecer una mayor inmersión a lo largo del viaje. 
La parte de postproducción de Entropy Studio consistió en generar íntegramente los 6 escenarios completamente digitales con todo lo que incluyen: medusas, nubes digitales, engranajes en movimiento, cíclopes, etc. Para este proyecto, Entropy Studio tuvo que gestionar más de 500.000 fotogramas (el equivalente a tres películas completas) extraer el croma y ajustar la luz y la estereoscopía de todos ellos.
Durante el 2016 Entropy Studio también ha colaborado en los Films españoles El Bar de Álex de la Iglesia, Que Dios Nos Perdone o 1898: Los últimos de Filipinas, por citar algunas. También se han realizado en sus estudios los efectos visuales de las series televisivas Velvet, La Sonata del Silencio y Reinas. 
Entropy Studio ha realizado los efectos visuales para la primera serie de Netflix producida en España, Las chicas del Cable que se estrenó mundialmente el 28 de abril. Está dirigida por Carlos Sedes y David Pinillos y ha sido realizada por Bambú Producciones, responsable de éxitos nacionales como Velvet o Gran Hotel. La empresa aragonesa de efectos visuales, Entropy Studio se ha encargado de recrear toda la Gran Vía madrileña de la época y de reconstruir otras muchas calles de Madrid, exteriores de bares, tiendas, planos generales, así como un sinfín de borrados de anacronismos y efectos invisibles para ayudar a dotar a la serie de la atmósfera que respira.
Entropy Studio firmó un acuerdo con la Fototeca del Instituto del Patrimonio Cultural de España, MECD (Ministerio de Cultura) para poder tener acceso a imágenes de la época de la Gran Vía que permitieran reconstruir la parte baja de los edificios y los toldos y tiendas que es lo que más ha cambiado a lo largo de estos 80 años. 
El trabajo se realizó íntegramente a 4K y a 16 bits de profundidad de color para su posterior conversión a HDR. El proceso de postproducción para el desarrollo de la Gran Vía, gente, coches,  preparación de recursos gráficos… duró aproximadamente cuatro meses en los que un equipo de veinte personas de Entropy Studio trabajó en la realización de aproximadamente 30 planos con efectos por capítulo.

## Filmografía
Series:
- Superestar (2025)
- Olympo (2025)
- Manual para señoritas (2025)
- Asuntos internos (2024)
- La favorita 1922 (2024)
- La Mesías (2023)
- El caso Asunta (2024)
- La promesa T2  (2023)
- Land of women (2024)
- El barco  (2011-2013)
- XPRESS T2 (2022)
- Now and then (2022)
- Lakers, tiempo de victoria (2022)
- Gabinete de curiosidades (2022)
- Feria, la noche mas oscura (2022)
- Dos vidas (2021)
- Sequía  (2022)
- Paraíso  (2022)
- Dope queens  (2022)
- La veneno (uncredited) (2020)
- Dahaleez T1 y T2  (2021-2022)
- El asfalto - Historias para no dormir (2021)
- Jaguar (2021)
- 30 monedas (2020)
- Bienvenidos al Lolita (2014)
- 45 revoluciones (2019)
- Perdida (2020)
- Las chicas del cable T1, T2, T3, T4, T5 y  T6 (2017-2020)
- Altamar T3, T2, T1 (2019-2020)
- Mentiras (2020)
- Secretos de estado (2019)
- Hospital Valle Norte (2019)
- Los nuestros T1, T2 (2015 - 2019)
- The Dead Girls Detective Agency (2018)
- El continental (2018)
- Fariña   (2018)
- Cúpido (2018)
- Traición (2017-2018)
- Tiempos de guerra -Morocco: Love in Times of War  (2017)
- Reinas (2017)
- Velvet Collection (2017)
- La sonata del silencio (2016)
- Quantum Break (2016)
- Seis hermanas (2015)
- Velvet (2013)
- Cuéntame como pasó
- Barcelona ciudad neutral (2011)
- Los algos (2007)
- Viento del pueblo: Miguel Hernandez (2002)

Películas:
- La viuda negra (2025)
- Menudas Piezas (2024)
- Richflu (2024)
- Matusalén (2023)
- Puedes tú solito (corto, 2024)
- Bird Box Barcelona (2023)
- El hotel de los líos (2023)
- Reyes Magos: La verdad (2023)
- 13 Exorcismos (2022)
- Seúl a toda pastilla (2022)
- The man from Rome (2022)
- Mara (cortp, 2022)
- Goya 3 de mayo (2021)
- García y García (2021)
- Chavalas (2021)
- Xun (corto, 2021)
- The rise of the synths (2019)
- ¡Ay mi madre! (2019)
- A pesar de todo (2019)
- Daphne y Velma (2018)
- Campfire Creepers (corto, 2017)
- Gnaw
- Apartment 212 (2017)
- Las chicas del cable (2017)
- El jugador de ajedrez (2017)
- Reinas (2017)
- El bar (2017)
- Zona hostil (2017)
- El futuro no es lo que era (2016)
- Al final del túnel (2016)
- Que Dios nos perdone (2016)
- 1898: Los últimos de Filipinas (2016)
- The last wild (2016)
- La sonata del silencio (2016)
- Quantum Break (2016)
- Incidencias (2015)
- Mi gran noche (2015)
- Barça dreams. Una verdadera historia del F. C. Barcelona (2015)
- Zero (2015/V)
- Cuéntame cómo pasó: La noche no es para mí (#16.19) (2015)
- Seis hermanas (2015)
- Barcelona, la rosa de foc (2014)
- Caníbal (2013)
- Velvet (2013))
- The Cosmonaut: Transmedia Experience: Reentry (#1.31)" (2013)
- El cosmonauta (2013)
- Las aventuras de Tadeo Jones (2012)
- Todo es silencio (2012)
- Silencio en la nieve (2011)
- Xp3D (2011)
- De tu ventana a la mía (2011)
- Eva (2011)
- Blackthorn (2011)
- El barco (2011)
- La granja (2011)
- Viaje mágico a África (2010)
- El gran Vázquez (2010)
- Xtrems (2009)
- Spark rising
- The Frost (2009)
- Eskalofrío (2008)
- Los Algos (2007)
- La habitación de Fermat (2007)
- Las cerezas del cementerio (2005) (TV)
- Más de mil cámaras velan por tu seguridad (2003)

EXPERIENCIAS:
- SNACTH (2017)
- RAY  (2017
- INBLOON VR
- QUEEN OF THE SOUTH) (2019)
- IDENTITY (2021)
- THE COSMONAUT: TRANSMEDIA EXPERIENCE: REENTRY (2013)

## Premios
PREMIOS GOYA. Premios de la Academia de Cine Española.
• 2023. NOMINACIÓN. Mejores Efectos Especiales para "13 Exorcismos".
• 2013. GANADOR. Tadeo Jones
• 2012. GANADOR. Mejores Efectos Visuales para “Eva”
• 2006. GANADOR. Corto “Nana”
RED DOT WINNER. 
2022. GANADOR. Pabellón Arabia Saudí - Expo 2020
PREMIO SIMÓN.
Premios de la Academia del Cine Aragonés. 2022. GANADOR. Mejores efectos Especiales para "García y García".
Mostra Internazionale d´Arte Cinematografica di Venezia
Presentación de "ZERO The Project" (2015)
Mención Especial por "Eva" (2011)
Sitges. Catalonian International Film Festival

Cine365Sitges Award por “ZERO” (2015)

Mejores Efectos Visuales por “Eva” (2011)
Gaudi Awards. Catalonian Academy Awards

Mejores Efectos Visuales por “Eva” (2012)

Mejores Efectos Visuales por “Magic Journey to Africa” (2011)
Premios obtenidos por ZERO
- First Glance Film Festival Los Angeles. Mejores Efectos Especiales (2016)
- EyeCatcher International Film Festival. Mejores Efectos Especiales (2015)
- Zoom Igualada. Mejor webserie (2015)
- Nevada Film Festival. Silver Screen Award (2015)
- Mississippi International Film Festival. Mejor Corto (2015)
- Short of the Year Autumn. Mejor Corto (2015)
- Accolade Global Film Competition Awards. Mejor de la Muestra y Premio a la Excelencia (2015)
- Filmmakers International Film Festival. Mejor Corto de Horror y Ciencia Ficción (2015)
- Promofest. Mejor Corto del año (2015)
- Geek Short Film Fest. Mejor Corto de Ciencia Ficción (2015)
- Smita Patil Documentary and Short Film Festival. Mención Especial (2015)
- Filmets Badalona Film Festival. Mejor Corto Español y Mejor Sonido (2015)
- IX Fincortex (Colombia). Mejor Corto (2015)
- Festival de cortometrajes de terror y fantástico "La vieja encina". Segundo Premio a Mejor Corto y Premio del Público (2015)
- Boston Science Fiction Festival. Mención de Honor (2015)
- Ull Nu Festival Internacional de jóvenes creadores de los Pirineos. Segundo Mejor Premio (2015)
- Board of Directors Award - North Carolina Film Awards (2016)
- River Bend Film Festival. RBFF Stephen Susco Award (2016)
- FirstGlance Film Fest Los Angeles. Mejores Efectos Especiales, Mejor Corto, Mejor obra de Ciencia Ficción, Mejor actor joven (2016)
- Annual Worldfest - Houston. Premio Especial del Jurado (2016)
- Buffalo Niagra Film Festival. Mejor Guion Original (2016)
- Carmarthen Bay Film Festival. Mejor Corto (2016)
- Festival de cine en corto Ciudad de Consuegra. Premio del Público (2016)
- Festival Internacional de Cortometrajes Torrelavega. Mejor Corto (2016)

Fantasporto. Mejores Efectos Especiales por “Eva” (2012)